# Liste de musées de l'eau
Les musées de l'eau sont répertoriés dans la liste suivante :
1. Musée de l'eau d'Édessa
2. Musée de l'eau et de la fontaine de Genval
3. Musée de l'eau de Hyères
4. Musée de l'eau du Khuzestan
5. Musée de l'eau de Kiev
6. Musée de l'eau de Lisbonne. Inauguré le 1er octobre 1987, ce musée comprend quatre sections : l'aqueduc des Água das Amoreiros, le réservoir de Mãe d'Água, le réservoir Patriarcal et la station élévatoire à vapeur de Bardadinhos (machine de type Woolf). Ce musée a été distingué en 1990 par le Prix du Musée du Conseil de l'Europe.
7. Musée de l'eau de Montréal
8. Musée de l'eau d'Osaka
9. Musée de l'eau de Peoria
10. Musée de l'eau des Pays-Bas
11. Musée de l'eau de Pékin
12. Musée de l'eau de Shogawa
13. Musée de l'eau de Stockholm
14. Musée de l'eau de Thessalonique
15. Musée de l'eau de Tokyo
16. Musée de l'eau de Toudja
17. Musée de l'eau de Victoria
18. Musée de l'eau de Yazd
19. Musée de l'eau de Pont-en-Royans
20. Musée de l'eau de Marrakech
21. Museum of Drinking Water (en)
22. Pavillon de l'eau à Paris
23. Maison de l'eau en France dans le Gers
24. London Museum of Water & Steam (en)
25. Mersin Water Museum (en)
26. Open-air Water Museum (en)
27. Water Supply Museum (en)
28. Musée de l'eau du Burkin Faso
29. Musée de l’eau du Cameroun

L'UNESCO a créé un Global Network of Water Museums (WAMU-NET).